# لي دجي-يونغ
لي دجي-يونغ (هانغل: 이지영) هو لاعب كرة قاعدة كوري الجنوبي، ولد في 27 فبراير 1986 في إنتشون في كوريا الجنوبية.

## وصلات خارجية
- لي دجي-يونغ على موقع دوري كرة القاعدة الرئيسي (الإنجليزية)
- لي دجي-يونغ على موقع دوري كوريا الجنوبية لكرة القاعدة (الإنجليزية)
- لي دجي-يونغ على موقعبيزبول رفرنس.كوم (الدوري الثانوي) (الإنجليزية)